# Zezé Di Camargo & Luciano (álbum de 1993)
Zezé Di Camargo & Luciano é o terceiro álbum de estúdio da dupla brasileira de música sertaneja Zezé Di Camargo & Luciano, lançado em 1993. O álbum vendeu 1.000.000 cópias, sendo certificado com disco de diamante pela ABPD.
A canção "Eu Só Penso em Você" foi incluída na trilha sonora da novela Fera Ferida, da Rede Globo.

## Lista de faixas
| N.º            | Título                                                            | Compositor(es)                                                                                | Duração |  |
| 1.             | "Saudade Bandida"                                                 | Zezé Di Camargo                                                                               | 4:20    |  |
| 2.             | "Fazer Amor"                                                      | Rick                                                                                          | 3:40    |  |
| 3.             | "Andorinha Machucada"                                             | Di Camargo Xororó Fátima Leão                                                                 | 3:33    |  |
| 4.             | "Quatro Estações"                                                 | Tivas Zequinha Rodrigues                                                                      | 4:07    |  |
| 5.             | "Tudo de Novo"                                                    | César Augusto César Rossini Mário Marcos                                                      | 4:51    |  |
| 6.             | "Vá Embora"                                                       | Di Camargo                                                                                    | 3:09    |  |
| 7.             | "Faz Mais Uma Vez Comigo"                                         | Augusto                                                                                       | 4:10    |  |
| 8.             | "Melhor que Antes"                                                | Di Camargo                                                                                    | 4:20    |  |
| 9.             | "Eu Só Penso em Você" ("Always on My Mind") (part. Willie Nelson) | John L. Christopher Wayne C. Thompson Mark James Jerry Adriani (versão) Lílian Knapp (versão) | 3:49    |  |
| 10.            | "Olhos de Lua"                                                    | Augusto Franco                                                                                | 4:01    |  |
| 11.            | "Mais do que Eu"                                                  | Piska Eduardo Adriano                                                                         | 3:46    |  |
| 12.            | "Pedaço de Mim"                                                   | Di Camargo Wellington Camargo                                                                 | 3:19    |  |
| Duração total: | Duração total:                                                    | Duração total:                                                                                | 47:05   |  |

## Certificações
| Brasil (ABPD)                             | Diamante | 1993 | 1.000.000* |
| *número de vendas baseado na certificação |          |      |            |